# Auto Sport Schweiz
Die Auto Sport Schweiz GmbH (französisch Auto Sport Suisse S.à.r.l., italienisch Auto Sport Svizzera S.a.g.l.) ist der oberste Automobilsportverband der Schweiz und hat die Sporthoheit für den Automobilsport.
Die ASS vertritt die nationalen Interessen im Weltverband FIA und hat bei der FIA den Status eines ASN (französisch autorité sportive nationale, Träger der nationalen Sporthoheit). Entsprechend ist die Auto Sport Schweiz für die Umsetzung und Überwachung der internationalen Vorschriften und für die Vergabe von Lizenzen zuständig (derzeit 3000). Sie ist berechtigt, internationale FIA-Lizenzen für ihre nationalen Lizenznehmer auszustellen.
Die Organisation ist ausserdem Mitglied von Swiss Olympic.

## Aufgaben
Die ASS und ihre Ausschüsse und Kollegien organisieren die nationalen Meisterschaften, die nationalen Streckenabnahmen und den nationalen Veranstaltungskalender. Die ASS ist auch zuständig für die Reglemente, deren Überwachung und die zugehörige Sportgerichtsbarkeit.
Ebenso ist die ASS und ihre Prüfungskommission für die Ausbildung der Sportwarte (z. B. der Sportkommissare) verantwortlich.

## Fussnoten
1. ↑  motorsport.ch (Memento vom 17. Mai 2017 im Internet Archive)
2. ↑  Lizenz-Reglement der NSK, PDF-Datei, Auto Sport Schweiz-Homepage, abgerufen am 3. November 2011.